# Eleocharis lechleri
Eleocharis lechleri är en halvgräsart som beskrevs av Johann Otto Boeckeler. Eleocharis lechleri ingår i släktet småsäv, och familjen halvgräs. Inga underarter finns listade i Catalogue of Life.